# Белезодон
Белезодон (лат. Belesodon) — род цинодонтов из семейства хиникводонтид (Chiniquodontidae), живших во времена верхнетриасовой эпохи на территории Южной Африки.

## История изучения
Род  и вид Belesodon magnificus впервые описал Фридрих фон Хюне в 1936 году по остаткам цинодонта, обнаруженных в формации Санта-Мария в Палеорроте (Бразилия).
В 1970 году Элленберджер описал второй вид рода, Belesodon leribeensis, по остаткам, обнаруженным в верхнетриасовой формации Elliot, расположенной рядом с Leribe-Subeng (Лесото).
В 2002 году Абдала и Джанини объявили Belesodon magnificus младшим синонимом Chiniquodon theotonicus. С этого момента в роде Belesodon остался только один вид — Belesodon leribeensis.